# محمد مشيع الغامدي
محمد مشيع الغامدي مهندس ومستشار تقني، ومدون مرئي، وناشط على شبكة الإنترنت، ويوتيوبر، وصانع محتوى، تخرج من جامعة برايتون بتخصص علوم الحوسبة وحاصل على درجة البكالوريوس في هندسة البرمجيات، ولد في 25 أبريل عام 1982م في مدينة برايتون في المملكة المتحدة، وهو متزوج منذ 7 يوليو 2007 ولديه أربعة أطفال. حقق شُهْرة ملحوظة في كافة الوطن العربي، من خلال تصويره لحياته العائلية اليومية على موقع يوتيوب، عبر قناته المعروفة باسم الشهرة (مشيع) وتكتب رسميًا (mmoshaya)، والذي أطلقها بتاريخ 11 ديسمبر 2010، وكان أول فيديو له بتاريخ 15 يناير 2011، ووصل عدد المشتركين فيها إلى أكثر من 22 مليون مشترك وأكثر من 16 مليار مشاهد، حيث احتل في 16 يونيو 2019 المركز 49 عالميًا ضمن قائمة أعلى القنوات مشاهدة على يوتيوب والتي أصدرتها شركة Tubefilter، وأيضًا احتل في قائمة فوربس الشرق الأوسط لأشهر قنوات اليوتيوب في العالم العربي، المركز 10 عربيًا بعدد 2.6 مليون مشترك في 17 مايو 2017، وفي نفس القائمة احتل في 20 يونيو 2021 المركز 2 عربيًا بعدد 20.4 مليون مشترك، كذلك يعتبر من القلائل عربيًا الذين تجاوزت مقاطعهم المصور حاجز المئتين مليون مشاهد على الفيديو الواحد، وعلى هذا فقد نُشِرَ عن الجمعية السعودية للإعلام والإتصال، في يونيو 2021 بحث ودراسة تحت عنوان (أثر تعرض الأطفال لمنصة اليوتيوب «قناة عائلة مشيع» على التنشئة الإجتماعية للطفل السعودي من حيث الرضا المعيشي) وقد صدرت ضمن المجلة العربية للإعلام والإتصال من إعداد وبحث أستاذ مساعد قي جامعة الملك عبدالعزيز د.أفنان عبد الله بكر قطب من قسم كلية الإعلام والإتصال في جدة، وتناولت الدراسة مدى أثر منصة اليوتيوب على الأطفال وعلى التنشئة الاجتماعية، واُختيرت «عائلة مشيع» ليجرى عليها الاستفتاء لرصد المحتوى الذي تقدمه وكيفية تأثر الأطفال به على الجانب القيمي والسلوكي، وتم عمل استبانة إلكترونية للحصول على المعلومات من 338 من الأمهات السعوديات اللاتي يشاهد أطفالهن عائلة مشيع وتروحت أعمارهم من 5-13 عام.
شارك في العديد من الفعاليات والمهرجانات منها، الحدث العالمي السنوي لفيديو يوتيوب ريوايند في إصداره التاسع، بتاريخ 6 ديسمبر 2018، كما وشارك في العديد من المحافل الإعلامية والمهرجنات والمؤتمرات وأشهرها، قمة رواد التواصل الاجتماعي العرب ضمن مؤتمر (صناع التغيير الإيجابي) وذالك بتاريخ 4 ديسمبر 2018، كما وشارك في (مؤتمر يوتيوب سبيس) في دبي بتاريخ 8 ديسمبر 2016، كذلك شارك في (مهرجان يوتيوب فان فيست) في جدة بتاريخ 10 مارس 2017، وشارك أكثر من مرة في مهرجان الرياض للألعاب ضمن موسم الرياض، ومهرجان الصيف للألعاب في موسم جدة خلال سنة 2021 و2022، وقد سجل في (19 مايو 2020م - 26 رمضان 1441هـ) رقم غينيس القياسي لأكبر بث مباشر لإفطار رمضاني في العالم بعدد 183,544 مشاهد، وحصل مع أطفاله على شهادة من موسوعة غينيس للأرقام القياسية، كما وكان له مشاركة بتاريخ 8 يناير 2019 في الحملة الترويجية لافتتاح قناة ديزني ميكي ماوس بمناسبة مرور 90 عاما على ظهور شخصية ميكي ماوس عبر قناة ديزني جونيور وبالتعاون مع ديزني لاند باريس ضمن رعاية مجموعة شبكة أوربت شوتايم في العالم العربي والتي قامت بعرض حلقاتهم عبر شبكتها التلفزيونية. وشارك أيضًا بتاريخ 22 مايو 2018 ضمن ثلاث حلقات رمضانية في برنامج (سمسم في المطبخ) الذي بث على أكثر من 20 قناة تلفزيونية، منها قناة روتانا خليجية وسبيستون.
أنتج له أول مسلسل رسوم متحركة أعلنت عنه قناة سبيستون التلفزيونية في 19 ديسمبر 2020 وهو أول سلسلة رسوم متحركة أصلية تحت عنوان "أنيميشن عائلة مشيع" والتي تدور أحداثة داخل أسرة مكونة من الأب والأم وأطفالهم الأربعة في إطار كوميدي ترفيهي تعليمي، وصدر منه حتى الآن جزأين. ويعتبر هذا التعاون سابقة أولى من نوعها من حيث إنتاجه، فهذا أول برنامج ينتج لشخصية يوتيوب عربية تحديدًا، بعيدًا عن إنتاج سبيستون الداخلي خلال السنوات الماضية. وفي السياق نفسه أعلن بتاريخ 27 يناير 2022 عن إنتاج سلسلة ألعاب خاصة بهم تحت عنوان (The Moshaya Family Games) مكونة من 7 صناديق لمجموعة منوعة من ألعاب الأطفال، بالتعاون مع سبيستون وساماكو للألعاب والترفية، وصدرت بشكل رسمي في 9 فبراير 2022 وفي جميع متاجر الألعاب في 16 مارس 2022، وقد سبق لهم وأن شاركوا في حفل إطلاق لعبة (Track Builder Triple Loop Kit) مع شركة هوت ويلز الأمريكية في 20 ديسمبر 2019 ضمن فعاليات مهرجان الرياض للألعاب.

## التعليم
التحق مشيع في سنة 2000م بجامعة برايتون وتخصص في هندسة البرمجيات وتخرج منها في سنة 2005م وحصل على درجة البكالوريوس في هندسة البرمجيات ومعالجة البيانات، ليبدأ بعدها مهامه العملية في عدد كبير من المجالات والتي تجاوزت 18 سنة تقريبََا، في تكنولوجيا المعلومات وخبرة تزيد عن 9 سنوات في مجال البنوك في المؤسسات المالية في جميع أنحاء أوروبا.
حصل في سبتمبر 2003 على شهادة الدبلوم المستوى الأول في التعليم الإضافي من (كلية سيتي اند جيلدز) في لندن. وحصل في يوليو 2005 على شهادة البكالوريوس في هندسة البرمجيات من جامعة برايتون في المملكة المتحدة. وحصل في مايو 2009 على شهادة الدبلوم في (ITIL) من المملكة المتحدة. وحصل في مايو 2013 على شهادة إدارة المشاريع برينس 2 من المملكة المتحدة.

## حياته والأسرة
ولد محمد سعيد محمد إبراهيم مشيع الغامدي في (25 أبريل عام 1982م) في مدينة برايتون في المملكة المتحدة، وينحدر من أصول سعودية وتحديدًا من مدينة الباحة جنوب غرب السعودية، ولد لأب سعودي وأم بريطانية وينحدر من أكثر من عرق مختلط فمن جهة والده جده سعودي وجدته لبنانية أما من جهة والدته ففيها عرق إنجليزي وعرق إيرلندي وكِلاهُمَا مُسْلِمَيْنِ.
نشأ ضمن عائلة متوسطة الدخل المعيشي، وهو الأخ الأكبر في عائلته له شقيقتين وشقيق واحد، كانت أول زيارة له للسعودية في عمر الخمس سنوات، وفيها أنهى تعليمه الأساسي من الإبتدائية وحتى الثانوية في مدارس الثغر النموذجية في مدينة جدة، بعدها قدم على جامعة الملك عبدالعزيز في جدة لدراسة هندسة الحاسب ولم يُقبَل إلا في كلية التربية في المدينة المنورة بعد ذلك قرر الدراسة على حسابه الشخصي في بريطانيا وتحديدًا في جامعة برايتون الواقعة في جنوب شرق بريطانيا وتخصص في البرمجة وعلوم الحاسب وتصميم البرامج، وحصل على درجة البكالوريوس في هندسة البرمجيات، وبعد التخرج عمل في نفس المدينة كمصمم مواقع إلكترونية على الإنترنت وتطبيقات للهواتف الذكية، ليصبح بعدها مستشار تقني في إحدى القطاعات المالية تحديدََا قطاع البنوك، كما كانَ يُدَرِسْ اللغة الإنجليزية، وخاصةً للعرب المقيمين بالخارج، وأنشأ مجموعة من التطبيقات الخاصة بتعليم اللغة الإنجليزية إلى العربية والعكس. وكذلك عمل في العديد من المجالات أهمها، محلل تكنولوجي في بنك هاليفاكس في اسكتلندا، ومدير تطوير إلكتروني في بنك إيريكا في إيطاليا، ومصمم مواقع إلكترونية في البنك الألماني ببريطانيا، كذلك استشاري تصميم مواقع في بنك أيرلندا.
بعدها انتقل للعيش في مدينة لندن مؤقتًا وهناك أعلن زواجه بتاريخ 7 يوليو 2007 من سيدة ذات عرق مختلط أيضًا فهي من أب مغربي مسلم وأم إنجليزية مسيحية، وأنجب أربعة أطفال وجميعهم من مواليد مدينة برايتون وهم، أنس مواليد 28 يوليو 2008، إيمان مواليد 25 يونيو 2010، يوسف مواليد 4 أكتوبر 2014، جاد مواليد 11 سبتمبر 2019، وهو يعيش ويستقر حاليًا مع أسرته في مدينة لندن البريطانية منذ سنة 2021، ومن المقرر أن ينتقل للعيش في دبي أوأخر شهر أغسطس 2022.

## صناعة المحتوى
- السنوات الأولى (تكوين القنوات 2007-2015)

كانت البداية الفعلية له على موقع يوتيوب بتاريخ 14 سبتمبر 2007 عبر قناته الأولى (Arabic Pod) والتي بدأها بالتعاون مع صديقه الأردني إيهاب صالح، وكان هدفهم نشر محتوى تعليمي عن اللغة العربية باللغة الإنجليزية، ونشر أول فيديو خلالها بتاريخ 21 أكتوبر 2007 وستمر بها ضمن نجاح شبه ملحوظ آنَذاك الوقت بعدد 36 مقطع فيديو وإجمالي مشاهدات 740 ألف مشاهد، حتى توقف عن البث خلالها بتاريخ 12 أبريل 2015، ليطلق فيما بعد قناته الثانية الرئيسية (mmoshaya) بتاريخ 11 ديسمبر 2010 والذي ينشر فيها مقاطع فيديو عائلية خاصة به مع أطفاله، وتستهدف القناة بمحتواها الأطفال والعائلة على حد سواء  وتحتل القناة الآن المركز الأول في الوطن العربي والشرق الأوسط ضمن محتوى التدوين المرئي ومن حيث القنوات العائلية العربية النشطة على اليوتيوب بأكبر عدد اشتراك ومشاهدة،  حقق فيها أكثر من 22 مليون مشترك وأكثر من 16 مليار مشاهد. ليذهب بعدها لإطلاق قناة الثالثة (Mohamed Moshaya)  بتاريخ 25 يوليو 2012 والتي خصصها لتعلم التصميم والبرمجة ولكن لم تلقَ النجاح ليتوقف عن البث فيها، بعدها وفي 1 ديسمبر 2013 أطلق قناته الرابعة (Engleezy Pod) بنفس محتوى وموضمون قناته الأولى لكن باللغة العربية ونشر فيها فيديو واحد فقط ولم يستمر في كليهما، بعدها يطلق مشيع قناته الخامسة (mmoshaya2) بتاريخ 7 أبريل 2014 بتوجه جديد ومختلف لتكون مخصصة للتجارب لاجتماعية والمقالب، حصدت القناة أكثر من 2 مليون مشترك وإجمال مشاهدات 360 مليون مشاهد حتى الآن، كما وفي 17 يوليو 2015 أطلق قناته السادسة (TheMoshayaFamily) الناطقة باللغة الإنجليزية المخصصة للسكتشات التمثيلية لأطفاله وتضم حاليًا أكثر من 3.5 مليون مشترك وأكثر من 2 مليار مشاهد بالفترة من 2015 وحتى 2022.
- بداية الشهرة (2016-2022 وحتى الوقت الحاضر)

بعد توقفه عن نشر المحتوى التعليمي، والتفرغ والتركيز على قناته الأساسية (mmoshaya) والتي كانت أول قناة تدوين مرئي في الوطن العربي ذات توجه عائلي وترفيهي متخصصة ليطلق فيها أول فيديو بتاريخ 15 يناير 2011. ويذكر أنه حقق أول 100 ألف مشترك في سنة 2014 وفي سنة 2016 حقق مليون مشترك، والآن تحقق 22 مليون مشترك حتى سنة 2022، ويذكر أيضًا أنه أطلق في 5 أغسطس 2020 قناته السابعة (mmoshaya gaming) بأكثر من 1.9 مليون مشترك ومليار مشاهد والمخصصة للألعاب الإلكترونية، بالإضافة إلى قناة ثامنة أطلقها لبنته إيمان (Iman Moshaya) التي بدأت بنشر محتواها الخاص منذ 18 أغسطس 2019 وتجاوزت 3 مليون مشترك ومليار مشاهد. ومن الجدير بالذكر أن نسبة كبيرة من المتابعين لقناته هي من الأطفال وتتراوح الأعمار من سن 6 سنوات وحتى 20 سنة كحد أدنى لعمر المشاهد، وتستحوذ على نسبة المشاهدة كلًا من السعودية والكويت والعراق وباقي دول الخليج على المرتبة الأولى، والجزائر ومصر والمغرب العربي على المركز الثاني، والأردن وفلسطين وسوريا في المركز الثالث. ومع بداية ظهور طفرة منصة اليوتيوب في الوطن العربي استطاع في سنة 2012 تحديدًا أن يحقق أكثر من 9 مليون مشاهد على مقطع فيديو واحد، ولم يكن الوحيد فقد حققت إصدارات أخرى ضمن قائمة الأعلى مشاهدة على 230 مليون مشاهد والذي كان بعنوان (جميع سكتشات مشيع-الجزء8).

## دخول موسوعة غينيس
ضمن حملة تعاونية مشتركة أطلقها محمد مشيع بتاريخ 19 مايو 2020 مع 5 من صناع المحتوى على يوتيوب وهم: (نور ستارز من ميشيغان، أنس وأصالة من أوتاوا، عمر حسين من الولايات المتحدة، أسرار عارف من مكة المكرمة، سعودي ريبورترز من جدة) بأكثر من 45 مليون كإجمالي عدد المشتركين عبر قنواتهم على يوتيوب، لإطلاق أضخم بث مباشر لإفطار رمضاني عبر يوتيوب عبر وسم (#يلا_نفطر_مع_بعض) بهدف الاحتفال بروح شهر رمضان واستعادة الأجواء الرمضانية خلال الفترة التي مر بها العالم جراء جائحة فيروس كورونا مع الحفاظ على التباعد الاجتماعي، فكان انطلق البث المباشر عبر قناة مشيع في الساعة السادسة بتوقيت السعودية من عصر يوم الثلاثاء واستمر البث لمدة ساعة وتسع دقائق، وشهدت ذروة البث انضمام 183,544 مشاهدًا في آنٍ معًا.
قامت موسوعة غينيس للأرقام القياسية بتقييم البث من قبل المحكّم الرسمي لديها في الشرق الأوسط وشمال افريقيا «داني هكسون» الذي أعلن أن الحملة حققت المعاير المطلوبة لديهم وقال: «أثمر التعاون بين صنّاع المحتوى في يوتيوب على تحقيق رقم قياسي مستحق. نبارك لكم جميعاً، ونعلنكم مميزين رسمياً»، واستطاعوا بذلك تحقيق الرقم القياسي العالمي لغينيس للأرقام القياسية لأكبر بث مباشر لإفطار عبر يوتيوب، وخلال البث أعنت يوتيوب تبرعها بـ800 ألف ريال سعودي للمفوضية السامية للأمم المتحدة لشؤون اللاجئين، وعملت غينيس على قياس الرقم عبر خدمة مخصصة وهي «التحكيم عن بعد» والتي لا يتواجد فيها المحكم الرسمي في أرض الحدث كما جرت العادة وإنما عبر الانترنت، مع مجموعة من الأدلة المطلوبة خلال محاولة كسر الرقم القياسي أهمها تسجيلات الفيديو.

## أنيميشن عائلة مشيع
أنيميشن عائلة مشيع هو مسلسل رسوم متحركة ثنائي الأبعاد، عرض على كوكب مغامرات من إنتاج سبيستون، تدور أحداثة في إطار كوميدي ترفيهي تعليمي ومغامرات، داخل أسرة مكونة من الأب والأم وأطفالهم الأربعة الذين يعيشون حياتهم اليومية مستعرضين خلالها بعض المواقف الطريفة والصعوبات التي تحدث لهم خلال اليوم، وهو من أعمال سبيستون الأصلية مكون من جزأين، 13 حلقة للجزء الأول و8 حلقات للجزء الثاني، وتتراوح مدة الحلقة من 10 إلى 12 دقيقة، عرض على قنوات سبيستون التلفزيونية بالإضافة إلى قناة مشيع على يوتيوب، وذلك ابتداء من 4 يناير 2021 كعرض أول للجزء الأول، وفي 15 فبراير 2022 كعرض أول للجزء الثاني.
المسلسل من كاتبة: عمار شيخ جبر وأمينة الزغبي، ومن إخراج: ماهر حمد وهاني حلبي وقام بعمل الرسوم: هاني حلبي، وقام على عمل التأليف الموسيقى: معاذ حبال، وتم إنتاجه دخل استوديوهات مركز الزهرة، وقام على تنفيذ العمل أكثر من 50 شخص من فريق العمل الخاص بسبيستون وجاء العمل تحت رعاية شركة الاتصالات السعودية وشركة المراعي وشركة ساماكو للألعاب، وتتمحور فكرة المسلسل في الإطار التعليمي الترفيهي العائلي والمرتبط بحياتهم اليومية، وتحتوي الحلقات على مواضيع مختلفة ومنفصلة وهي ضمن الإطار الرئيسي لأفراد العائلة كُلًا بشخصيته الحقيقية في الواقع ضمن نفس النمط على قناتهم في يوتيوب.
أعلن عن العمل لأول مرة في 19 ديسمبر 2020 وهو أول تعاون مشترك مع قناة سبيستون والموجه للأطفال في منطقة الشرق الأوسط وشمال إفريقيا، وجائت فكرة تقديم هذا العمل المشترك بين سبيستون ومحمد مشيع كعملية تبادل خبرات من قبلهم حيث أن كُلًا منهم من منصة إعلامية مختلفة وأن تقديم الوسائط الرقمية من خلال سلسلة أصلية من الرسوم المتحركة ضمن عامل الدمج بين المحتوى التلفزيوني ونظيره في يوتيوب هو بمثابة خلق فكر جديد ومختلف لتكوين محتوى محلي وجديد يكون على الحياد بين التلفزيون واليوتيوب، وهو ضمن الإطار العائلي والذي هو وجه الشبه بينهم في تقديم المواضيع الترفيهية الهادفة وطرحها للأطفال والعائلة على حد سواء في منطقة الشرق الأوسط وشمال إفريقيا.
- قائمة الحلقات

| الحلقة | العنوان            | المدة | الإصدار       |
| ------ | ------------------ | ----- | ------------- |
| 1      | طموح ولكن          | 9:18  | 18 يناير 2021 |
| 2      | حلم مصطنع          | 11:50 | 11 يناير 2021 |
| 3      | سوبر يوتيوبر       | 8:44  | 18 يناير 2021 |
| 4      | الفن الراقي        | 8:55  | 25 يناير 2021 |
| 5      | عصفور الساعة       | 7:40  | 1 فبراير2021  |
| 6      | وحيدًا في الخيمة    | 9:08  | 8 فبراير2021  |
| 7      | ضيف من المكسيك     | 11:01 | 15 فبراير2021 |
| 8      | مهم ليوم واحد      | 8:04  | 22 فبراير2021 |
| 9      | الصغير المدلل      | 8:48  | 1 مارس 2021   |
| 10     | زائر خفيف          | 8:10  | 8 مارس 2021   |
| 11     | ليس كل مايلمع ذهبًا | 6:27  | 15 مارس 2021  |
| 12     | الأسرة السعيدة     | 8:58  | 22 مارس 2021  |
| 13     | الزمن الجميل       | 8:39  | 29 مارس 2021  |

| الحلقة | العنوان                         | المدة | الإصدار        |
| ------ | ------------------------------- | ----- | -------------- |
| 1      | طارت الطيارة طارت               | 10:09 | 15 فبراير 2022 |
| 2      | أبو بلاش كثر منه                | 9:17  | 22 فبراير 2022 |
| 3      | مقلب مشوي عالفحم                | 8:32  | 1 مارس 2022    |
| 4      | حرامي الخرداوات                 | 9:30  | 8 مارس 2022    |
| 5      | جاد على قمة إفرست               | 8:59  | 15 مارس 2022   |
| 6      | إيمان خبيرة التفجير             | 8:48  | 22 مارس 2022   |
| 7      | مشيع أل بيكاسو                  | 7:31  | 29 مارس 2022   |
| 8      | المهرجان الأخير                 | 9:17  | 5 أبريل 2022   |
| 9      | مجموعة الحلقات الأولى           | 32:44 | 22 أبريل 2022  |
| 10     | مجموعة الحلقات الثانية والأخيرة | 30:33 | 6 مايو 2022    |
| 11     | ///                             | ///   | ///            |
| 12     | ///                             | ///   | ///            |
| 13     | ///                             | ///   | ///            |

## الظهور في وسائل الإعلام
| اسم البرنامج   | النوع                                      | منصة البث        | التاريخ       | المراجع |
| -------------- | ------------------------------------------ | ---------------- | ------------- | ------- |
| صباح العربية   | حوار تلفزيوني                              | قناة العربية     | 2 أكتوبر 2017 | [ 110 ] |
| تيم شو         | مقابلة يوتيوب                              | قناة تيم الفلاسي | 5 يونيو 2017  | [ 111 ] |
| تفاعلكم        | حوار تلفزيوني                              | قناة العربية     | 31 يناير 2017 | [ 112 ] |
| سيدتي          | مقابلة تلفزيونية                           | روتانا خليجية    | 28 يناير 2017 | [ 113 ] |
| مؤيد علماشي    | مقابلة يوتيوب                              | مؤيد بغدادي      | 2 فبراير 2017 | [ 114 ] |
| تغريدة الصباح  | حوار تلفزيوني                              | سكاي نيوز عربية  | 5 ديسمبر 2016 | [ 115 ] |
| سمسم في المطبخ | برنامج تلفزيوني في رمضان للأطفال (3 حلقات) | سبيستون          | 22 مايو 2018  | [ 116 ] |